# Cyanea
A Cyanea a fészkesvirágzatúak (Asterales) rendjébe, ezen belül a harangvirágfélék (Campanulaceae) családjába tartozó nemzetség.

## Előfordulásuk
Az összes Cyanea-faj a Hawaii-szigeteken őshonos.

## Rendszerezés
A nemzetségbe az alábbi 80 faj tartozik:
- Cyanea aculeatiflora Rock
- Cyanea acuminata (Gaudich.) Hillebr.
- Cyanea angustifolia (Cham.) Hillebr.
- Cyanea arborea Hillebr.
- Cyanea asarifolia H.St.John
- Cyanea asplenifolia (H.Mann) Hillebr.
- Cyanea calycina (Cham.) Lammers
- Cyanea comata Hillebr.
- Cyanea copelandii Rock
- Cyanea coriacea (A.Gray) Hillebr.
- Cyanea crispa (Gaudich.) Lammers, Givnish & Sytsma
- Cyanea cylindrocalyx (Rock) Lammers
- Cyanea dolichopoda Lammers & Lorence
- Cyanea dunbariae Rock
- Cyanea duvalliorum Lammers & H.Oppenh.
- Cyanea eleeleensis (H.St.John) Lammers
- Cyanea elliptica (Rock) Lammers
- Cyanea fissa (H.Mann) Hillebr.
- Cyanea floribunda E.Wimm.
- Cyanea gibsonii Hillebr.
- Cyanea giffardii Rock
- Cyanea glabra (E.Wimm.) H.St.John
- Cyanea grimesiana Gaudich. - típusfaj
- Cyanea habenata (H.St.John) Lammers
- Cyanea hamatiflora Rock
- Cyanea hardyi Rock
- Cyanea hirtella (H.Mann) Hillebr.
- Cyanea horrida (Rock) O.Deg. & Hosaka
- Cyanea humboldtiana (Gaudich.) Lammers, Givnish & Sytsma
- Cyanea kahiliensis (H.St.John) Lammers
- Cyanea kauaulaensis H.Oppenh. & Lorence
- Cyanea kolekoleensis (H.St.John) Lammers
- Cyanea konahuanuiensis Sporck-Koehler, M.Waite & A.M.Williams
- Cyanea koolauensis Lammers, Givnish & Sytsma
- Cyanea kuhihewa Lammers
- Cyanea kunthiana (Gaudich.) Hillebr.
- Cyanea lanceolata (Gaudich.) Lammers, Givnish & Sytsma
- Cyanea leptostegia A.Gray
- Cyanea linearifolia Rock
- Cyanea lobata H.Mann
- Cyanea longiflora (Wawra) Lammers, Givnish & Sytsma
- Cyanea longissima (Rock) H.St.John
- Cyanea macrostegia Hillebr.
- Cyanea magnicalyx Lammers
- Cyanea mannii (Brigham ex H.Mann) Hillebr.
- Cyanea maritae Lammers & H.Oppenh.
- Cyanea marksii Rock - egyesek kihalt fajnak vélik, bár bizonyíték még nincs hozzá
- Cyanea mauiensis (Rock) Lammers
- Cyanea mceldowneyi Rock
- Cyanea membranacea Rock
- Cyanea minutiflora Lammers
- Cyanea munroi (Hosaka) Lammers
- Cyanea obtusa (A.Gray) Hillebr.
- Cyanea parvifolia (C.N.Forbes) Lammers, Givnish & Sytsma
- Cyanea pilosa A.Gray
- Cyanea pinnatifida (Cham.) E.Wimm.
- Cyanea platyphylla (A.Gray) Hillebr.
- Cyanea pohaku Lammers
- Cyanea procera Hillebr.
- Cyanea profuga C.N.Forbes
- Cyanea pseudofauriei Lammers
- Cyanea purpurellifolia (Rock) Lammers, Givnish & Sytsma
- Cyanea pycnocarpa (Hillebr.) E.Wimm.
- Cyanea quercifolia (Hillebr.) E.Wimm.
- Cyanea recta (Wawra) Hillebr.
- Cyanea remyi Rock
- Cyanea rivularis Rock
- Cyanea salicina H.Lév.
- Cyanea scabra Hillebr.
- Cyanea sessilifolia (O.Deg.) Lammers
- Cyanea shipmanii Rock
- Cyanea solanacea Hillebr.
- Cyanea solenocalyx Hillebr.
- Cyanea spathulata (Hillebr.) A.Heller
- Cyanea st-johnii (Hosaka) Lammers, Givnish & Sytsma
- Cyanea stictophylla Rock
- Cyanea superba (Cham.) A.Gray
- Cyanea tritomantha A.Gray
- Cyanea truncata (Rock) Rock
- Cyanea undulata C.N.Forbes